# Macrobrachium mirabile
Macrobrachium mirabile är en kräftdjursart som först beskrevs av Kemp 1917.  Macrobrachium mirabile ingår i släktet Macrobrachium och familjen Palaemonidae. Inga underarter finns listade i Catalogue of Life.